# Yacine Brahimi
Yacine Brahimi (arab. ياسين إبراهيمي, Yāsīn Ibrāhīmī; ur. 8 lutego 1990 w Paryżu) – algierski piłkarz występujący na pozycji pomocnika w katarskim klubie Al-Gharafa SC oraz w reprezentacji Algierii.

## Kariera klubowa
Yacine Brahimi swoją profesjonalną karierę zaczynał we francuskim Stade Rennais grając tam przez jeden sezon. Po jego zakończeniu został wypożyczony do drugoligowego Clermont Foot. Występował w młodzieżowych reprezentacjach Francji z dużym sukcesem grając na Mistrzostwach Europy U-17 i U-19. Brał udział też we francuskiej akademii piłkarskiej Centre Technique National Fernand Sastre uznawanej za jedną z najlepszych na świecie.
31 sierpnia 2012 roku, przeszedł na zasadzie wypożyczenia do Granada CF. W 2014 roku odszedł do FC Porto za 6,5 miliona euro.
1 lipca 2019 stał się wolnym zawodnikiem. Nie przedłużył umowy z FC Porto.
23 lipca na zasadzie wolnego transferu przeszedł do katarskiego Ar-Rajjan SC związując się kontraktem obowiązującym do 2022.
| Sezon   | Klub                 | Kraj       | Rozgrywki     | Mecze | Bramki | Rozgrywki Europy   | Mecze | Bramki |
| ------- | -------------------- | ---------- | ------------- | ----- | ------ | ------------------ | ----- | ------ |
| 2008/09 | Stade Rennais FC     | Francja    | Ligue 1       | 0     | 0      | Liga Europy UEFA   | 0     | 0      |
| 2009/10 | Clermont Foot (wyp.) | Francja    | Ligue 2       | 31    | 8      | –                  | –     | –      |
| 2010/11 | Stade Rennais FC     | Francja    | Ligue 1       | 22    | 4      | –                  | –     | –      |
| 2011/12 | Stade Rennais FC     | Francja    | Ligue 1       | 17    | 2      | Liga Europy UEFA   | 5     | 0      |
| 2012/13 | Granada CF           | Hiszpania  | Liga BBVA     | 27    | 0      | –                  | –     | –      |
| 2013/14 | Granada CF           | Hiszpania  | Liga BBVA     | 35    | 3      | –                  | –     | –      |
| 2014/15 | FC Porto             | Portugalia | Primeira Liga | 28    | 7      | Liga Mistrzów UEFA | 9     | 5      |
| 2015/16 | FC Porto             | Portugalia | Primeira Liga | 33    | 7      | Liga Mistrzów UEFA | 5     | 5      |
| 2016/17 | FC Porto             | Portugalia | Primeira Liga | 22    | 6      | Liga Mistrzów UEFA | 6     | 5      |
| 2017/18 | FC Porto             | Portugalia | Primeira Liga | 33    | 9      | Liga Mistrzów UEFA | 8     | 7      |
| 2018/19 | FC Porto             | Portugalia | Primeira Liga | 32    | 10     | Liga Mistrzów UEFA | 10    | 9      |

Stan na: 1 lipca 2019 r.

## Sukcesy
Indywidualne
- Piłkarz roku w Algierii

Z FC Porto
- Mistrz Portugalii 2017/2018
- SuperPuchar Portugalii 2019